# Podmornica Forelle
Podmornica Forelle je bila njemačka podmornica koja je kasnije prodana Carskoj Rusiji.

## Razvoj
Pravi zamah u njemačkoj podmorničarskoj brodogradnji zbio se krajem siječnja 1902. dolaskom španjolskog inženjera Raymonda Lorenza D' Equevilleya-Montjustina u brodogradilište u Kielu, koje je početkom iste godine postalo dijelom velike metalne korporacije Friedrich Krupp Germaniawerft. Montjustin je bio jedan od najbližih suradnika francuskog konstruktora podmornica Maxima Labeufa i kao takav bio je vrlo dobro upućen u sve tehničke tajne francuskih podmornica tog vremena.

Već u srpnju 1902. pod njegovim stručnim vodstvom započela je izgradnja prve njemačke podmornice novog doba. Njezina izgradnja trajala je nepunu godinu dana i završena je krajem svibnja 1903. U početku izgradnje dobila je ime Leuchtboje koje je na svečanom porinuću, zapravo spuštanju dizalicom u more 8. lipnja 1903. zamijenjeno novim imenom - Forelle. Čelnici brodogradilišta Germaniawerft polagali su velike nade u svoju podmornicu koja je na svom porinuću neplanirano prekrštena.

## Povijest uporabe
Krupp je na prezentaciju podmornice uspio dovesti i samog njemačkog cara Vilima II., kojom prilikom je podmornica uspješno izvela torpedni napad na usidreni brod udaljen gotovo 3 NM, a pruski princ Heinrich je čak 23. rujna 1903. sudjelovao u jednom od demonstracijskih zarona. No njemačka mornarica i admiral Tirpitz i dalje su ostali neskloni i nezainteresirani za podmorničarstvo. Tijekom 1903. i 1904. na Dalekom istoku rastu napetosti koje konačno rezultiraju izbijanjem Rusko-japanskog rata. Radi osnaživanja svoje ratne flote, ruski carski emisari su posjetili Njemačku i pokazali izniman interes za podmornicu Forelle. Nakon nekoliko demonstracijskih plovidbi i zarona, Rusi su se odlučili za kupovinu podmornice Forelle.

Službeno je prodana Rusima 20. lipnja 1904. a zanimljivo jest da joj oni nisu promijenili ime.